# Democrata Futebol Clube
|  | Aquest article tracta sobre el club Democrata de Sete Lagoas. Si cerqueu el club Democrata de Governador Valadares, vegeu «Esporte Clube Democrata». |

El Democrata Futebol Clube, també anomenat Democrata de Sete Lagoas o Democrata-SL, és un club de futbol brasiler de la ciutat de Sete Lagoas a l'estat de Minas Gerais.

## Història
Una sèrie de gent que freqüentava el Bar Chique va decidir fundar un club esportiu a la ciutat. El club va ser fundat el dia 14 de juny de 1914. El seu primer president fou Francisco Wanderley Azevedo.

## Estadi
El club juga a l'estadi Joaquim Henrique Nogueira, anomena Nogueirão i Arena do Jacaré, i inaugurat el 26 de gener de 2006.
L'antic estadi, José Duarte de Paiva, que tenia una capacitat de 7000 persones, resta inactiu.

## Palmarès
- Campionat mineiro de Segona Divisió:
  - 1981
- Torneio Início Mineiro:
  - 2006

## Entrenadors destacats
- Vanderlei Luxemburgo[5]